# Proton 4
Proton 4 foi uma missão do programa espacial da URSS chamado Proton. A missão foi lançada em 16 de novembro de 1968 e a nave reentrou em 24 de julho de 1969. A missão, assim como sua predecessora Proton 3, consistiu em medições da intensidade dos raios-cósmicos de alta-energia.